# Лідери Ку-клукс-клану

Прапор ККК

Ку-клукс-клан, ККК (англ. Ku Klux Klan, KKK) — ультраправа організація в США, яка відстоювала ідеї на кшталт переваги білих та білого націоналізму.

## 1-й Клан
Лідерами першого клану (1865–1870-ті) були керівники армії Конфедератів, а саме:
- Натан Бедфорд Форрест (перший лідер ордена — «Великий візир»)
- Джон Браун Гордон (титулований глава Ку-клукс-клану в Джорджії)
- Вільям Джозеф Гарді (лідер Клану в штаті Алабама)
- Вейд Гемптон III (губернатор Південної Кароліни)

### Натан Бедфорд Форрест

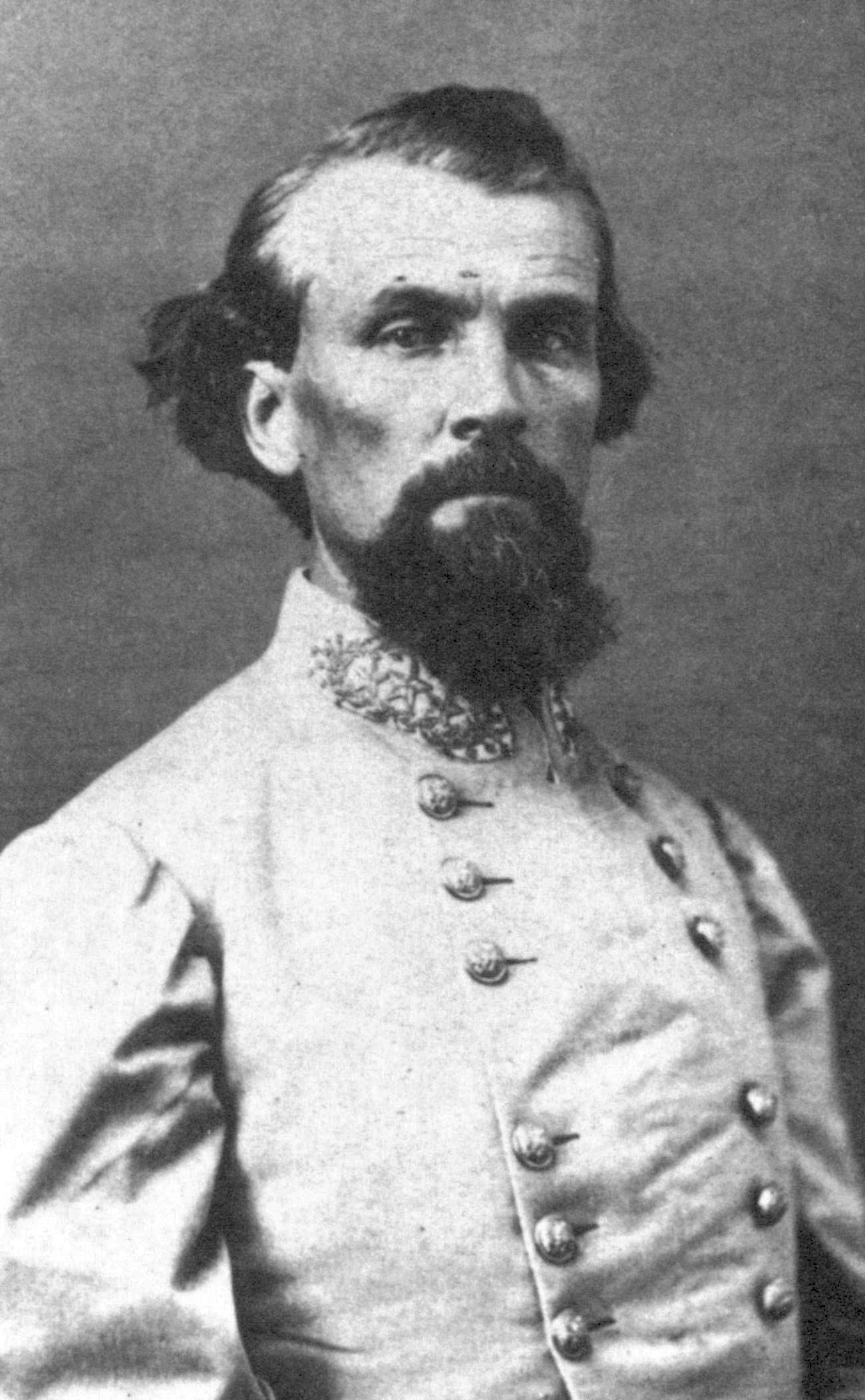
Натан Бедфорд Форрест

Натаніель Бедфорд Форрест (англ. Nathaniel Bedford Forrest, 13 липня 1821, Чапел-Хілл,Теннесі, США — 29 жовтня 1877, Мемфіс, Теннесі, США) генерал армії Конфедеративних Штатів Америки часів громадянської війни. Один з розробників тактики мобільної війни. Форрест також є однією з найбільш спірних фігур Громадянської війни. Він був звинувачений у військових злочинах під час битви при форті Піллоу за вбивство беззбройних чорношкірих, які перебували в армії Союзу.
Вважається, що Форрест заснував Ку-клукс-клан. Це не так, оскільки до того моменту, коли його запросили очолити Клан в квітні 1867 і стати Imperial Wizard of the Invisible Empire (Імператорський майстром невидимої імперії), ця організація існувала вже понад рік (з ранньої весни 1866 р.). І запросили Форреста насамперед завдяки величезній популярності та заслуженому героїчному ореолу.

### Джон Браун Гордон

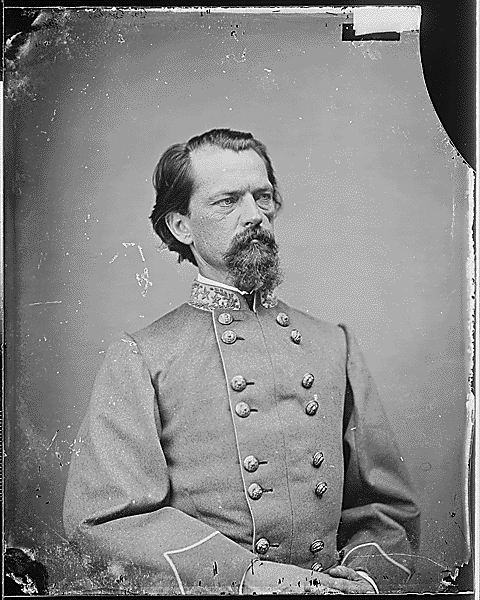
Джон Браун Гордон

Джон Браун Гордон (англ. John Brown Gordon) (6 лютого 1832 — 9 січня 1904) — американський генерал, учасник громадянської війни, один із довірених осіб генерала Лі. Після війни був рішучим противником Реконструкції та одним із лідерів Ку-клукс-клану в Джорджії в 60-х роках.
Гордон був титулованим главою Ку-клукс-клану в Джорджії, але організація була настільки таємна, що його участь у ній не була доведена.

### Вільям Джозеф Гарді

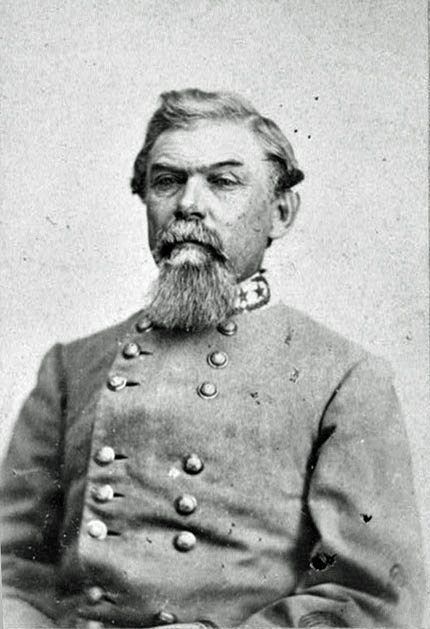
Вільям Джозеф Гарді

Вільям Джозеф Гарді (англ. William Joseph Hardee) (12 жовтня 1815 — 6 листопада 1873) — американський кадровий офіцер, учасник Другої семінольської війни та Мексиканської війни. Служив генералом армії Конфедерації під час громадянської війни в США. Його довоєнні праці з тактики користувалися широкою популярністю в учасників громадянської війни.
Після війни Гарді оселився на плантації своєї дружини в Алабамі. Пізніше вони переселилися в місто Сельма в Алабамі, де Гарді зайнявся складської роботою та страховою діяльністю. Пізніше він став президентом залізниці Сельма-Мериленд. Так само він став співавтором книги «Ірландці в Америці», виданої 1868 року. Улітку 1873 він захворів у Вайт-Сульфур-Спрінгс (Західна Вірджинія) і помер у Вітевіллі. Його поховали на кладовищі Лів-Оак у Сельмі.

### Вейд Гемптон III

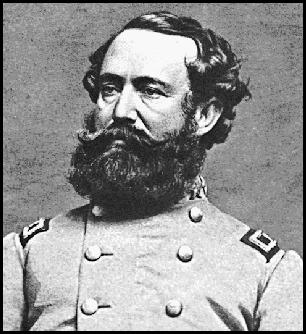
Вейд Гемптон III

Вейд Гемптон III (англ. Wade Hampton, 28 березня 1818 Чарльстон, Південна Кароліна — 11 квітня 1902, Колумбія, Південна Кароліна) — один із командирів кавалерії армії Півдня під час американської Громадянської війни.
Вейд Гемптон був палким противником капітуляції, але коли війна все-таки скінчилася, він вирішив продовжити політичну кар'єру й 14 грудня 1876 став першим південним губернатором, який відкрито задекларував пряму неприховану опозицію політиці Реконструкції. 24 лютого 1879 Гемптон залишив пост губернатора південної Кароліни заради місця в Сенаті США, і залишався сенатором аж до березня 1891.

## 2-й Клан

### Вільям Джозеф Сіммонс

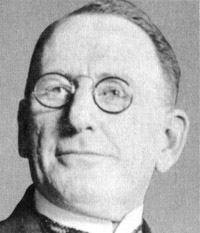
Вільям Джозеф Сіммонс

Вільям Джозеф Сіммонс (англ. William Joseph Simmons) (6 травня 1880 — 18 травня 1945) — був засновником другого Ку-клукс-клану на день подяки 1915 року. У листопаді 1915 Сіммонс із шістнадцятьма компаньйонами створює суспільство пам'яті Ку-клукс-клану. Нові лицарі, захисники «Невидимої імперії», принесли присягу на Біблії під покровом прапора з зірками, на тлі палаючого хреста.
Справжньою удачею Сіммонса була зустріч з Едвардом Янгом Кларком і Елізабет Тайлер, дуже енергійними людьми, які вже вели кампанію за вступ до товариства Червоного Хреста. У червні 1920 Сіммонс, Кларк і Тайлер об'єдналися. Кларка стали називати kleagle, вербувальником, додавши визначення «імперський», що надавало йому національну відповідальність. Його місія — вербувати, за допомогою мадам Тайлер, нових членів Клану. Вступний внесок становив 10 доларів, з яких 2,5 долара отримував вербувальник.

## 3-й клан
- Семуель Ґрін (1946—1949)
- Семуель Ропер (1949—1950)
- Елден Едвардс (1950—1959)
- Рой Елонзо Девіс (1959—1964)
- Роберт Шелтон (1961—1987)
- Девід Дюк (з 1974 року)